# バーバー (映画)
『バーバー』（原題: The Man Who Wasn't There）は、2001年製作のアメリカ映画。コーエン兄弟制作の犯罪映画。

## 概要
映画の構想は、コーエン兄弟が『未来は今』を撮影中に収集した1940年代の様々な髪型を掲載したポスターを見たときに浮かんだものであるとされる。また、その時代に活躍したアメリカのハードボイルド作家ジェームズ・M・ケインの犯罪小説（具体的には『殺人保険』や『郵便配達は二度ベルを鳴らす』）からの影響も指摘されている。

## あらすじ
1949年のカリフォルニア州サンタローザに住むエド・クレインは、義理の兄フランクが経営する床屋で働いていたが、デパートで経理の仕事をしている妻ドリスは彼女の上司であるデイヴと不倫関係にあった。
ある日、エドは床屋を訪れた胡散臭い紳士クレイトンから、新時代のビジネスとしてドライクリーニングの話を耳にする。その話に魅了されたエドは、投資用の資金1万ドルを工面するために妻の不倫相手のデイヴを恐喝し、そこから悲劇は始まる。

## 出演
※括弧内は日本語吹替
- エド・クレイン - ビリー・ボブ・ソーントン（原康義）

主人公。義理の兄が営む理髪店に勤めている。
- ドリス・クレイン - フランシス・マクドーマンド（塩田朋子）

エドの妻。デパートの帳簿係。上司のデイヴと不倫している。
- フランク・ラッフォ - マイケル・バダルコ（塩屋浩三）

エドの義理の兄。父親から継いだ理髪店の店主。
- デイヴィッド・アレン・ブリュースター（ビッグ・デイヴ） - ジェームズ・ガンドルフィーニ（岩崎ひろし）

ドリスが勤めるデパートの上司。ケース・ウェスタン・リザーブ大学中退。1935年に婦人服労働組合（International Ladies Garment Workers Union, ILGWU）の主催者の鼻を折るなど、2件の暴行容疑で逮捕されたことがある。1942年に海軍に入隊し、造船所の事務員を3年勤めて名誉除隊した。入隊中にも1件の暴行事件を起こしていた。
- アン・ナードリンガー・ブリュースター - キャサリン・ボロウィッツ（英語版）（大西多摩恵）

デイヴの妻。デパートの経営者の娘。
- クレイトン・トリヴァー - ジョン・ポリト（藤本譲）

詐欺師
- フレディ・リーデンシュナイダー - トニー・シャルーブ（後藤哲夫）

弁護士
- ウォルター・アバンダス - リチャード・ジェンキンス

弁護士
- バーディ・アバンダス - スカーレット・ヨハンソン（浅野まゆみ）

ウォルターの娘。
- セールスマン - クリストファー・マクドナルド

- バーンズ - ジャック・マクギー（英語版）

私立探偵

## 制作
フィルム・ノワールを思わせる白黒映画であるが、カラー用のフィルムで撮影したものを編集でモノクロに変換したものである。そのため劇場公開されたモノクロのバージョンとは別に、カラー版が存在する。フランスなどヨーロッパの一部の国では、DVD特典として幻のカラー版が付属された。

## 興行成績・評価
2001年10月31日に全米公開。北アメリカで約750万ドル、それ以外で約1140万ドルの興行収入を挙げた。
2001年度のカンヌ国際映画祭監督賞を受賞。主演のビリー・ボブ・ソーントンがナショナル・ボード・オブ・レビュー賞の主演男優賞、撮影監督のロジャー・ディーキンスが英国アカデミー賞撮影賞をそれぞれ受賞した。